# Droit et littérature
Le mouvement « droit et littérature », visant à explorer les questions liant ces deux domaines, a commencé au début du XXe siècle. Initié par John Wigmore et Benjamin Cardozo, ce concept a évolué pour devenir un champ interdisciplinaire de la théorie du droit. Dans les années 1970 aux États-Unis, le droit a dans une certaine mesure été réévalué en tant que discipline des humanités, remettant en question la séparation entre le droit et l'éthique. Les études littéraires ont été intégrées dans le domaine juridique pour apporter des qualités supposément manquantes aux sciences juridiques. Trois axes se sont développés : le droit dans la littérature, le droit en tant que littérature, et la régulation juridique de la littérature. Ces perspectives ont été utilisées pour explorer la signification du droit à travers des exemples littéraires et pour développer une sensibilité linguistique chez les juristes. Au cours des décennies suivantes, le mouvement s'est mondialisé, s'institutionnalisant avec des associations et des revues spécialisées, par exemple la Revue Droit et Littérature. Les évolutions récentes incluent des thèmes tels que la narratologie juridique et les réflexions autour de l'empathie par exemple. Le domaine continue d'évoluer, explorant par exemple la performativité juridique et abordant des questions telles que la biotechnologie et le genre.
Un exemple de textes littéraires fréquemment commentés en philosophie du droit sont les différentes pièces de théâtre sur Antigone, la princesse grecque qui a défié la loi par sens de la justice.